# オルクリスト
オルクリスト（Orcrist）は架空世界中つ国を舞台とする、J・R・R・トールキンの『ホビットの冒険』に登場する、ドワーフ族の王トーリン・オーケンシールドの名剣。
『ホビットの冒険』において、オルクリストはグラムドリングとつらぬき丸ともに、トロルの洞穴で発見された。いずれもエルフの王国都市ゴンドリン鍛えられた、発光する剣である。
そのルーン文字銘「オルクリスト」は、エルフ語（シンダール語）で「ゴブリン裂き」を意味する。しかしゴブリン（オーク）たちは、バイター「嚙むもの」と呼んでこの剣を恐れた。

## 語源
作中、エルフ族のエルロンドがルーン文字で書かれた剣名を解読して見せ、（製作地）都市ゴンドリンの古語（エルフ語）で"ゴブリンを裂くもの　Goblin-cleaver"の意味だとしている。のちのくだりでは、オークのあいだでは「かみつき丸」（「バイター(噛みつき魔))と称されると明かされる。
エルフ語源をより詳しく解説すると、シンダール語古形 orc は、第3紀シンダール語の orch である。また -rist "裂く"は、イムラドリス（Imladris、裂け谷）の地名の部分にも（やや崩れた形で）みられる。

### ノーム語による語源試論
『ホビットの冒険』の初期の手稿では、オルクリストの初出は大オークが目撃する場面であり、その前のエルロンドが説明するくだり（第3章）は、タイプライター打ち初稿ではじめて加筆された。この手稿ではオルクリストは"goblin-slasher"と語釈されていて版本の"Goblin-cleaver"と微妙に違う。
『ホビットの冒険』執筆の時点では、トールキンが創作したエルフ言語構築にシンダール語はまだなかった。あったのはその土台となったノーム語/ノルドール語（Gnomish/Noldorin）、すなわち「深慮なるエルフ族」の言語だが、『指輪物語』創作のあたりから、トールキンはこれをノルドールの言語から、シンダール「灰色エルフ族」の言葉として設定をすげかえ、シンダール語として言語の改良をしつづけた。
そこで『ホビットの冒険』草稿の編者ジョン・D. レイトリフは注釈で、オルクリストの剣名の、ノーム語あるいはノルドール語による説明を試みている。
トールキンの初期のエルフ語創作の成果である『ノーム語語彙目録』（1917年成立、1995年刊）によれば "orc" は「ゴブリン」の意味であり、 "crist"  は「ナイフ、切り裂く（スラッシュ）、切り込む・切り落とす（スライス）」等の意味であるので、手稿文中の"goblin-slasher"ときっちり合致するとしている。トールキンの『語源 Etymologies』（1930年代後半以降）では"crist" は "大包丁（クリーヴァ―）、剣"と定義し直されているのも注視に値する。

## 経緯
ビルボとドワーフら一行が、トロルの岩屋の貯蔵品のなかから略奪した三振りの名剣のひとつ。グラムドリングおよびスティング（つらぬき丸）と一緒にみつかった宝剣である。
エルロンドは、ゴブリン戦争で都市ゴンドリンが竜やゴブリンに陥落された際、竜かゴブリンが集めた略奪品に収まり、めぐりめぐってトロルの贓物となったのだろうと推察した。
エルロンドが居を構える裂け谷から出発したガンダルフ、ビルボ、ドワーフら一行は霧ふり山脈の峠道をつたって旅するとちゅう、浅い穴と思われた洞窟にはいるが、奥が開いて大オークをまじえた一団が現れ、鎖につながれてしまう。質問責めにあうが、部下のオークがトーリンの佩いていた剣を見せると、それがかつてエルフが何百となくオーク殺しをおこなったオルクリスト、オークが「かみつき丸」と呼ぶ剣だとボスの大オークには一目でわかり、問答無用でその持ち主トーリンに襲い掛かる。
トーリンは、竜スマウグから奪回した先祖の財宝をめぐって、湖の町エスガロスの人間や闇の森の森のエルフと対立する。戦いの火蓋が切られた直後、ゴブリン軍とワーグの急襲を受けて、一転、ドワーフたちは人間やエルフと共に、戦うこととなった五軍の合戦。しかし、彼はその戦いの最中槍で刺されて致命傷を負い、まもなく息を引き取った。
オルクリストは、トーリンらドワーフ一行が森のエルフ王に囚われた時、エルフ王に取り上げられていたのだが、森のエルフ王（スランドゥイル）はトーリンの埋葬に際して、オルクリストをトーリンの墓に横たえた。この剣の刃は、敵が近づけば闇にかがやき、そのためドワーフの砦は敵の不意打ちに脅かされることがなかったという。